# Waldfriedhof Stuttgart

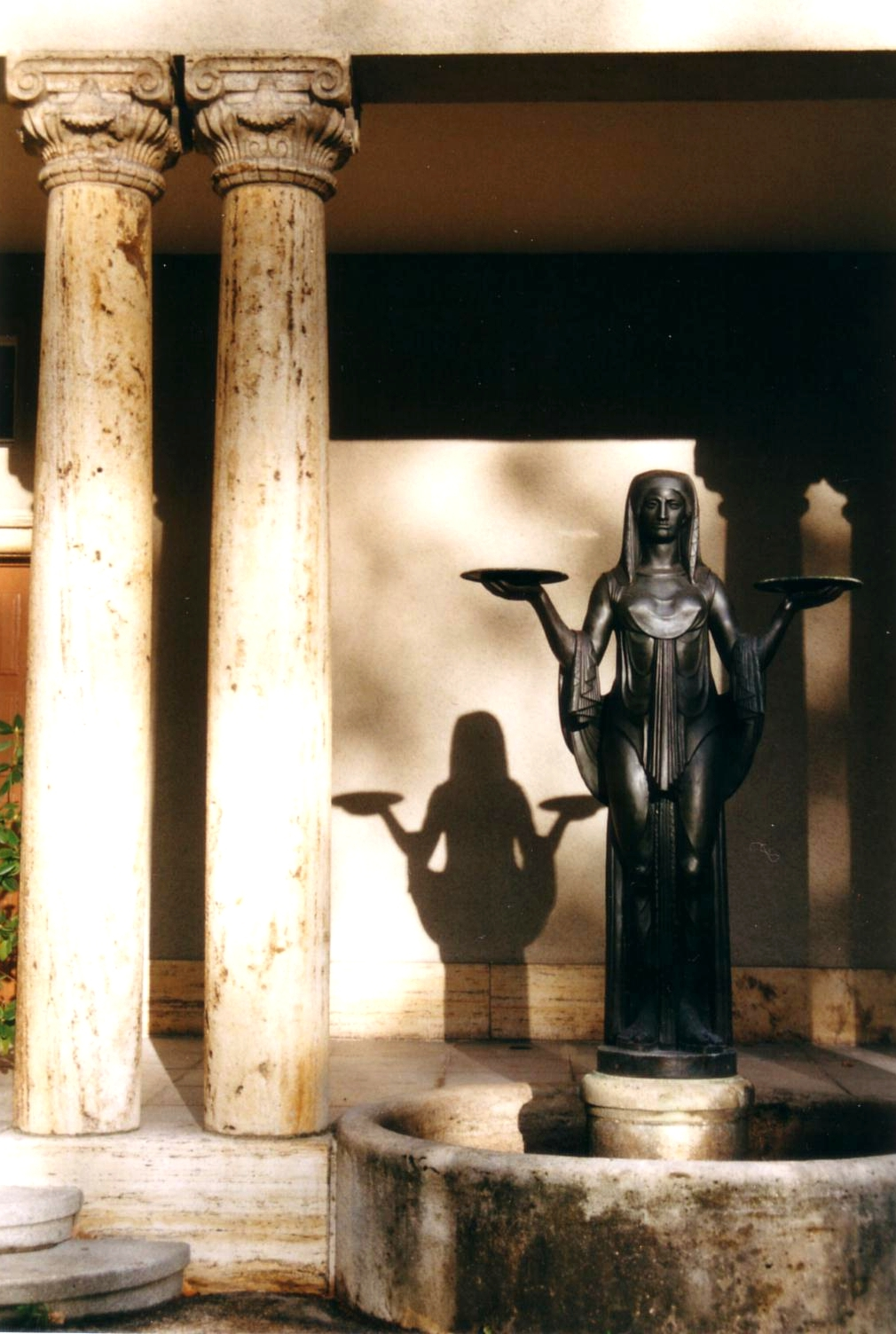
Fonte com a estátua da virgem por Josef Zeitler na parte de trás do salão de celebração, 1914

O Waldfriedhof Stuttgart foi instalado em 1913, pouco antes da eclosão da Primeira Guerra Mundial, de acordo com planos do diretor de obras de Stuttgart Albert Pantle. Está instalado no distrito de Degerloch.
Com área de 30,7 ha, é o maior cemitério de Stuttgart. Contém cerca de 15.000 sepulturas.

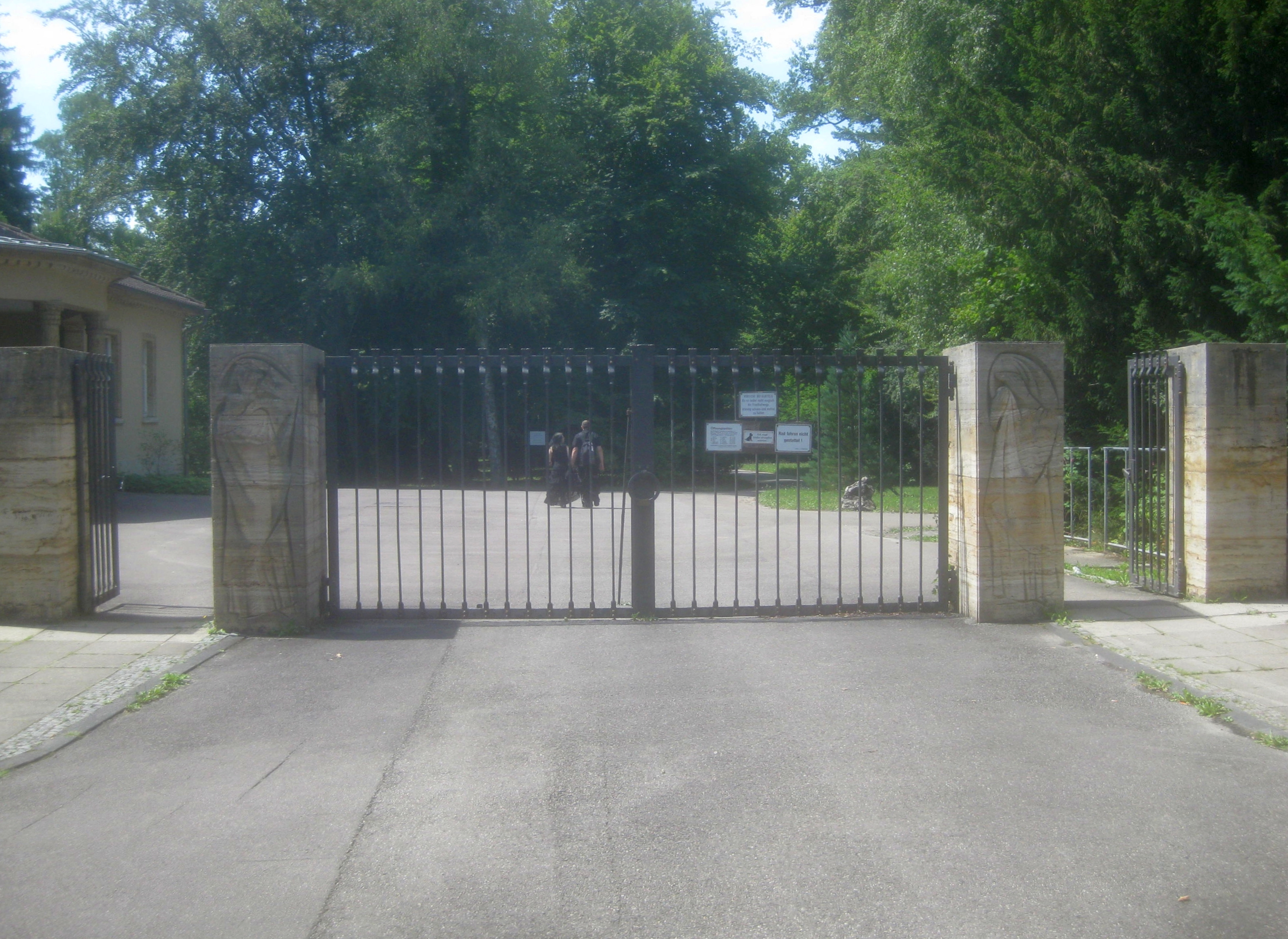
Entrada principal
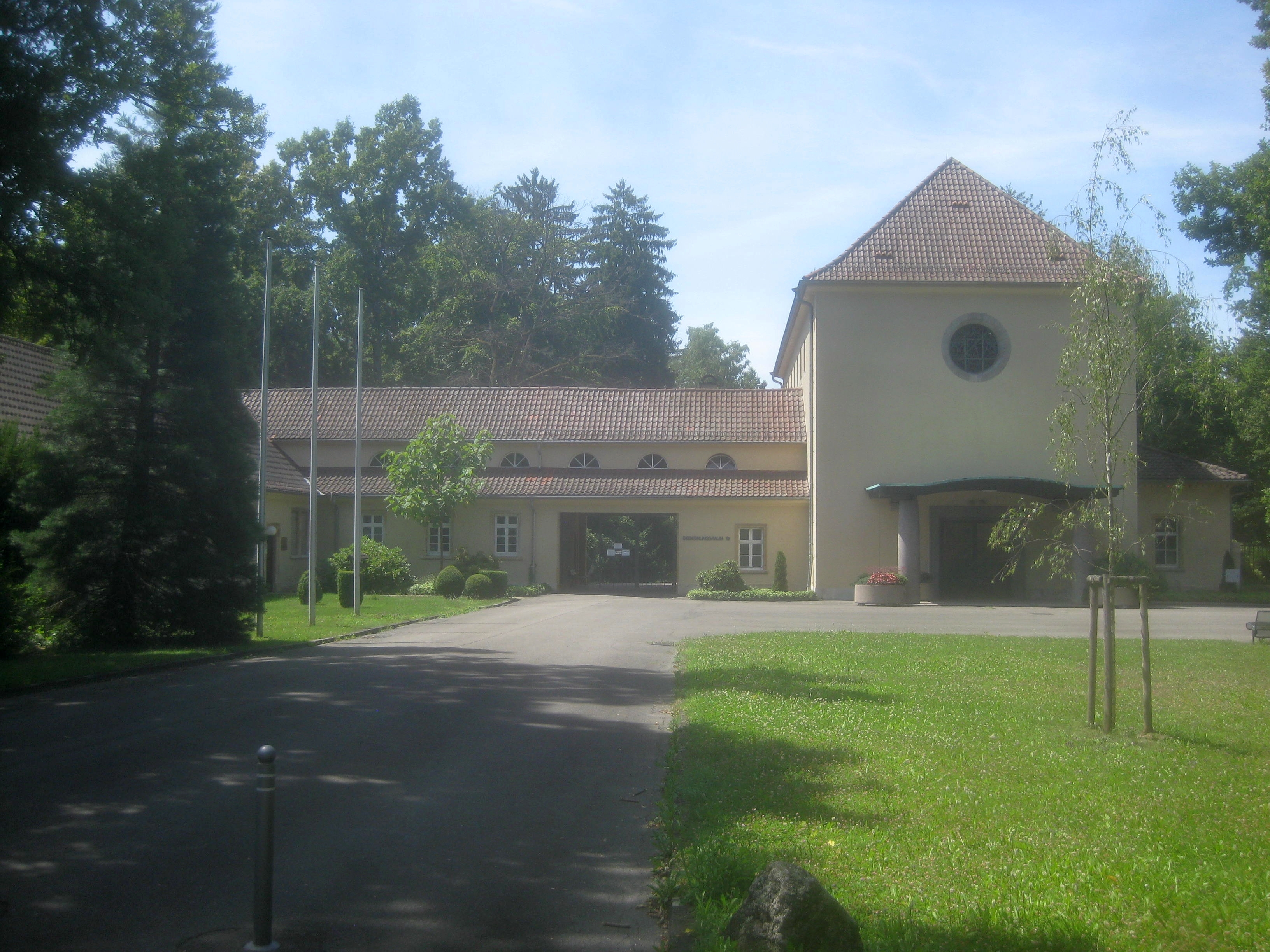
Salão de celebração (direita) e ligação com o prédio administrativo
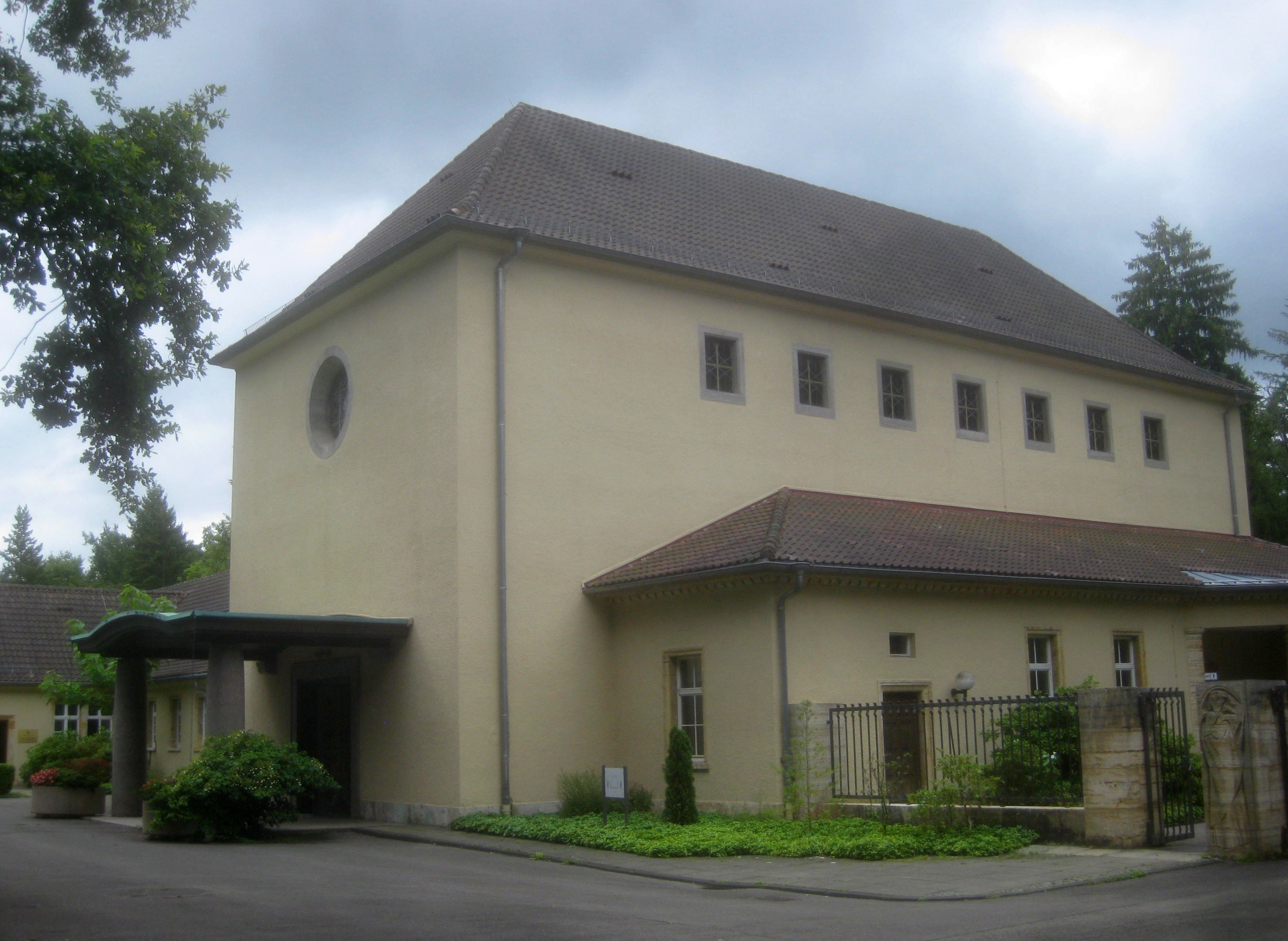
Salão de celebração
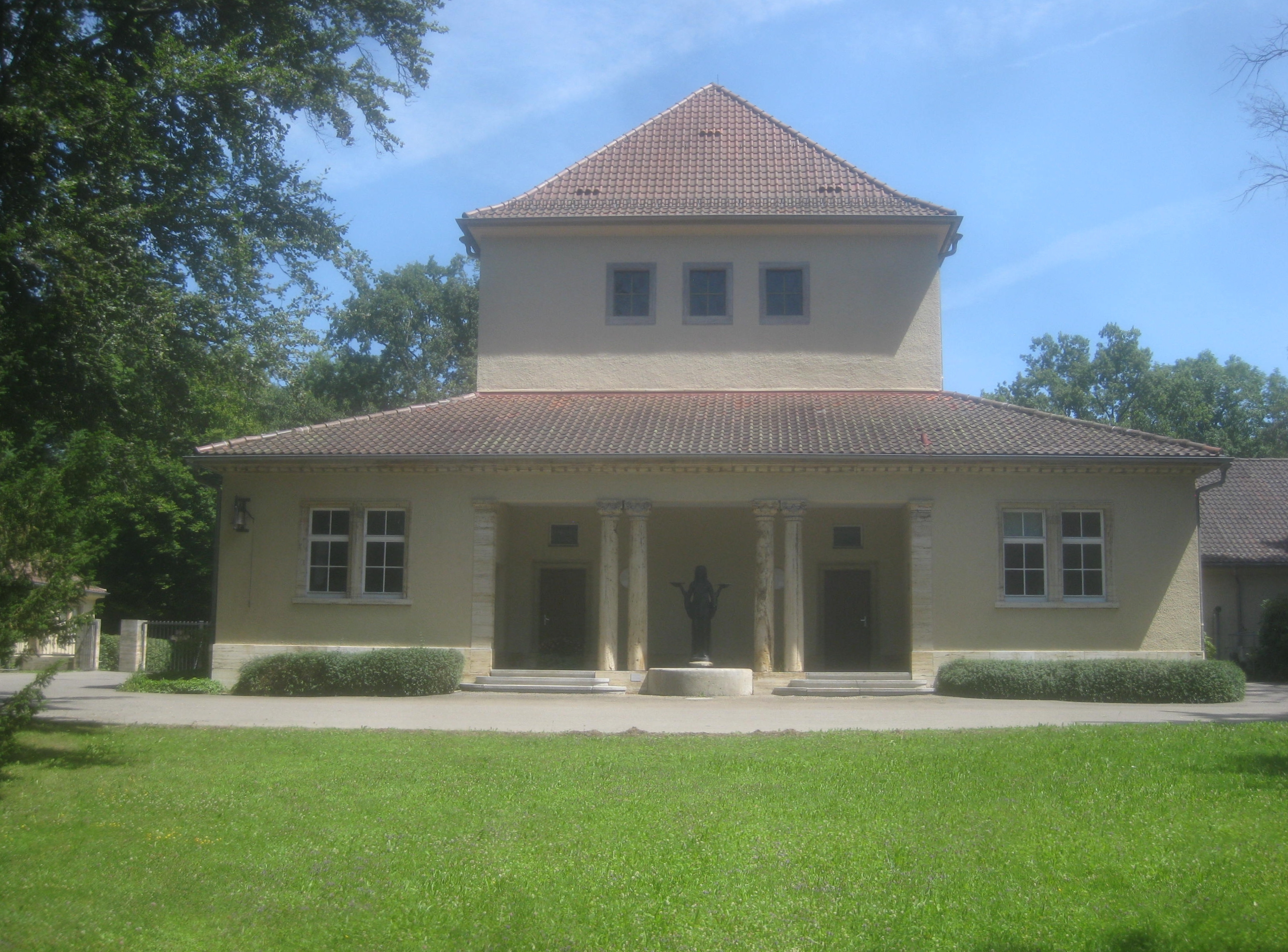
Parte traseira do salão de celebração

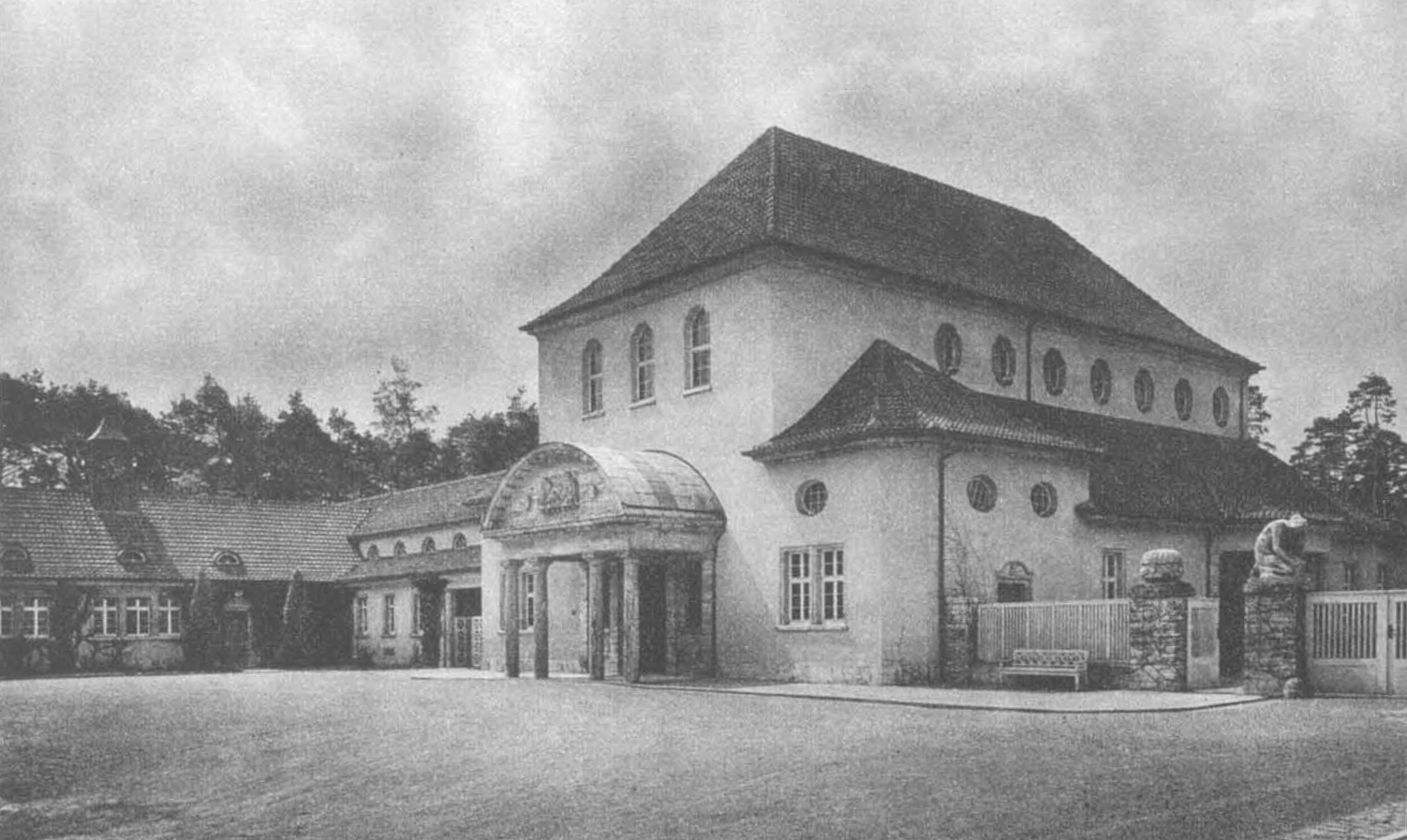
Salão de celebração, 1921

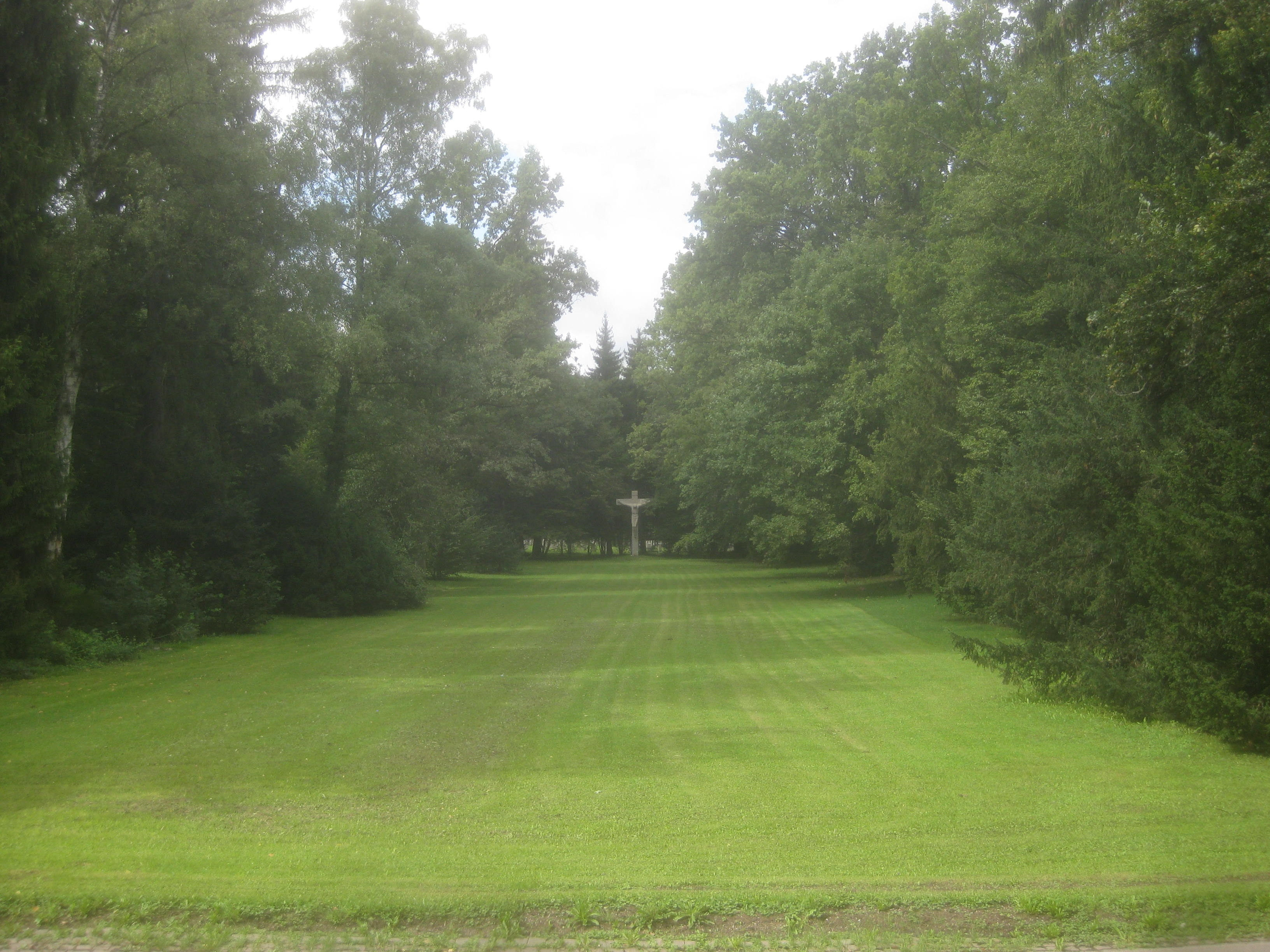
Gramado com crucifixo de Max Natter

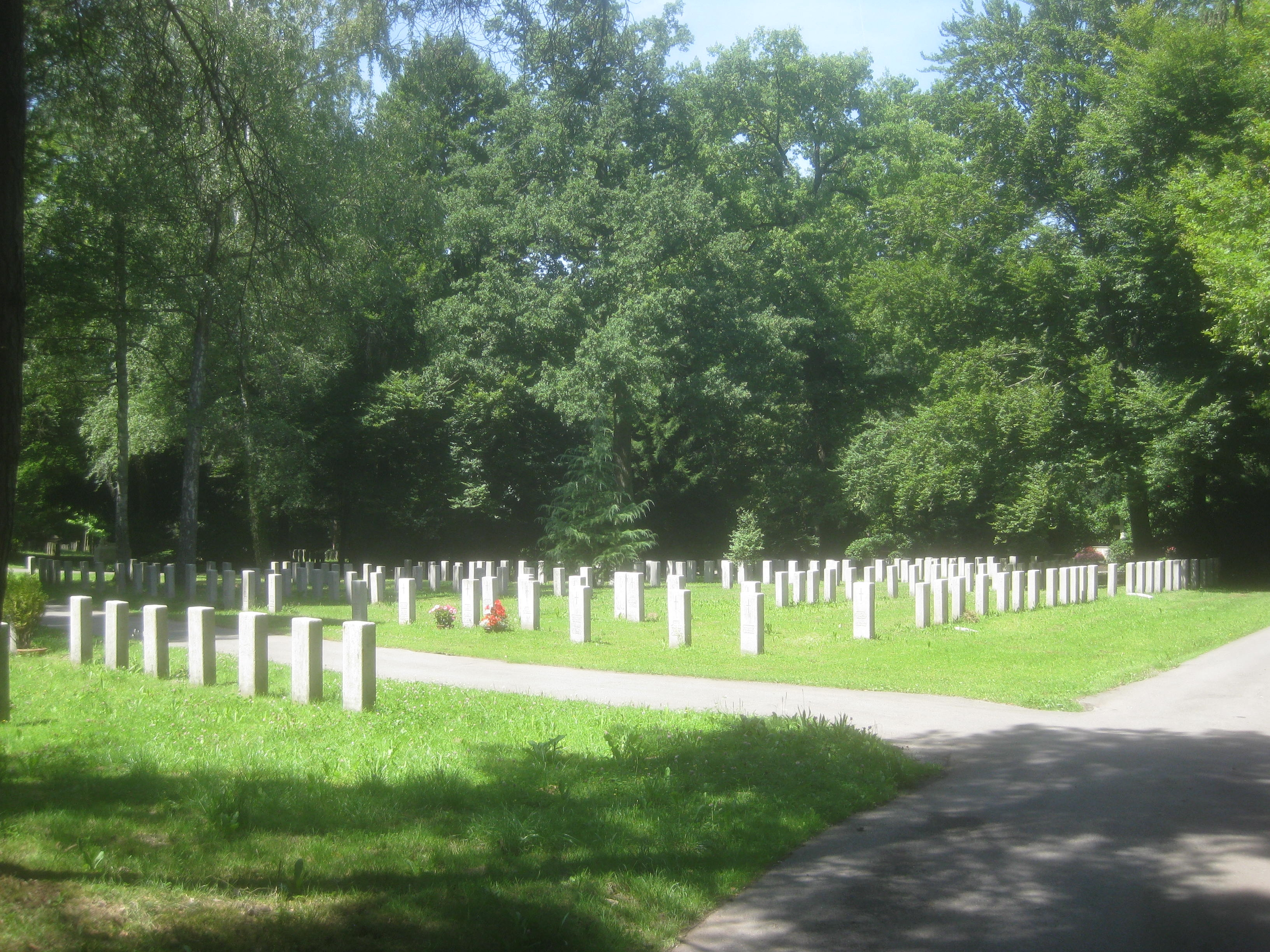
Vista do campo de vítimas aéreas
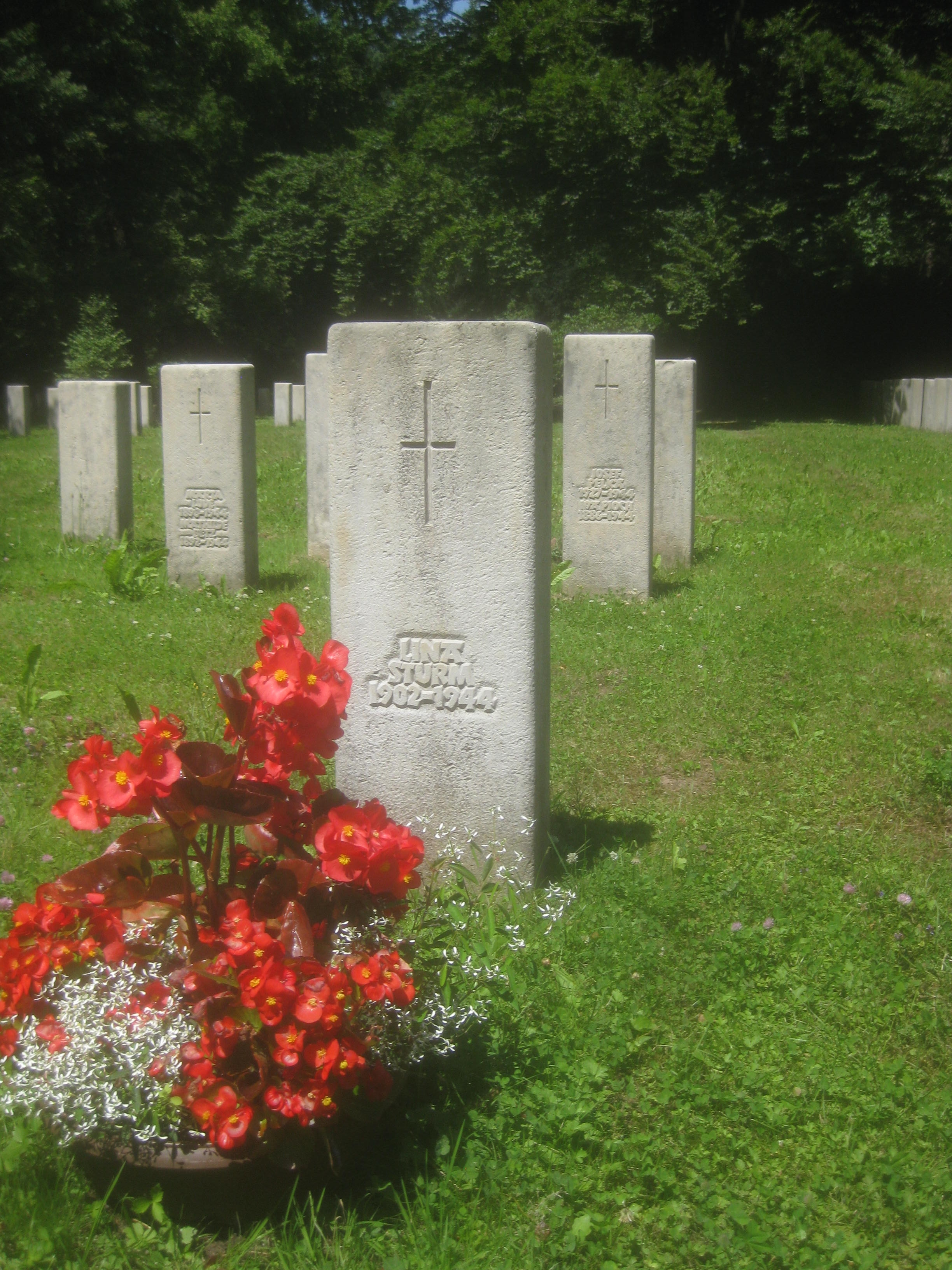
Sepulturas
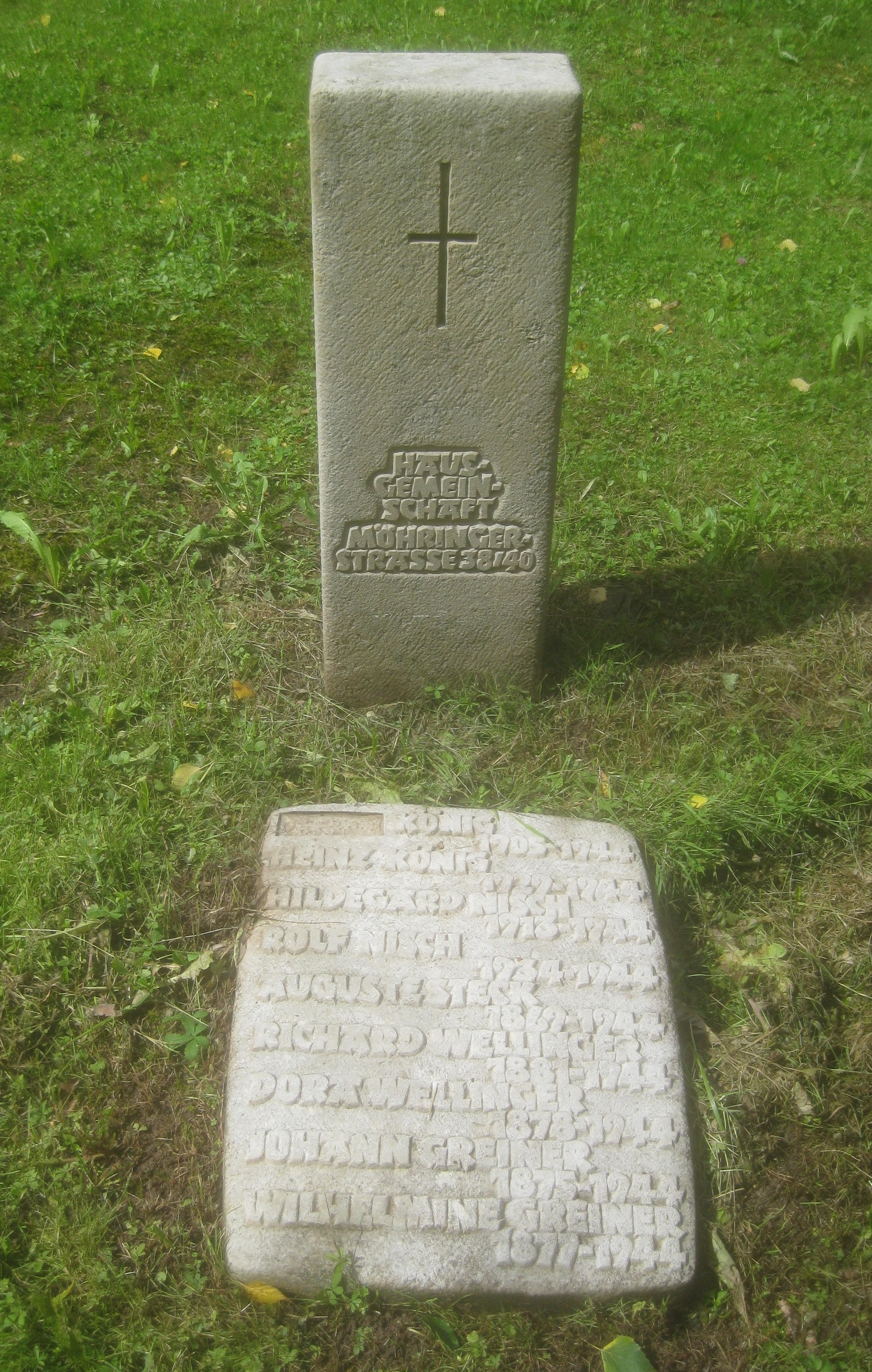
Sepultura de uma comunidade doméstica

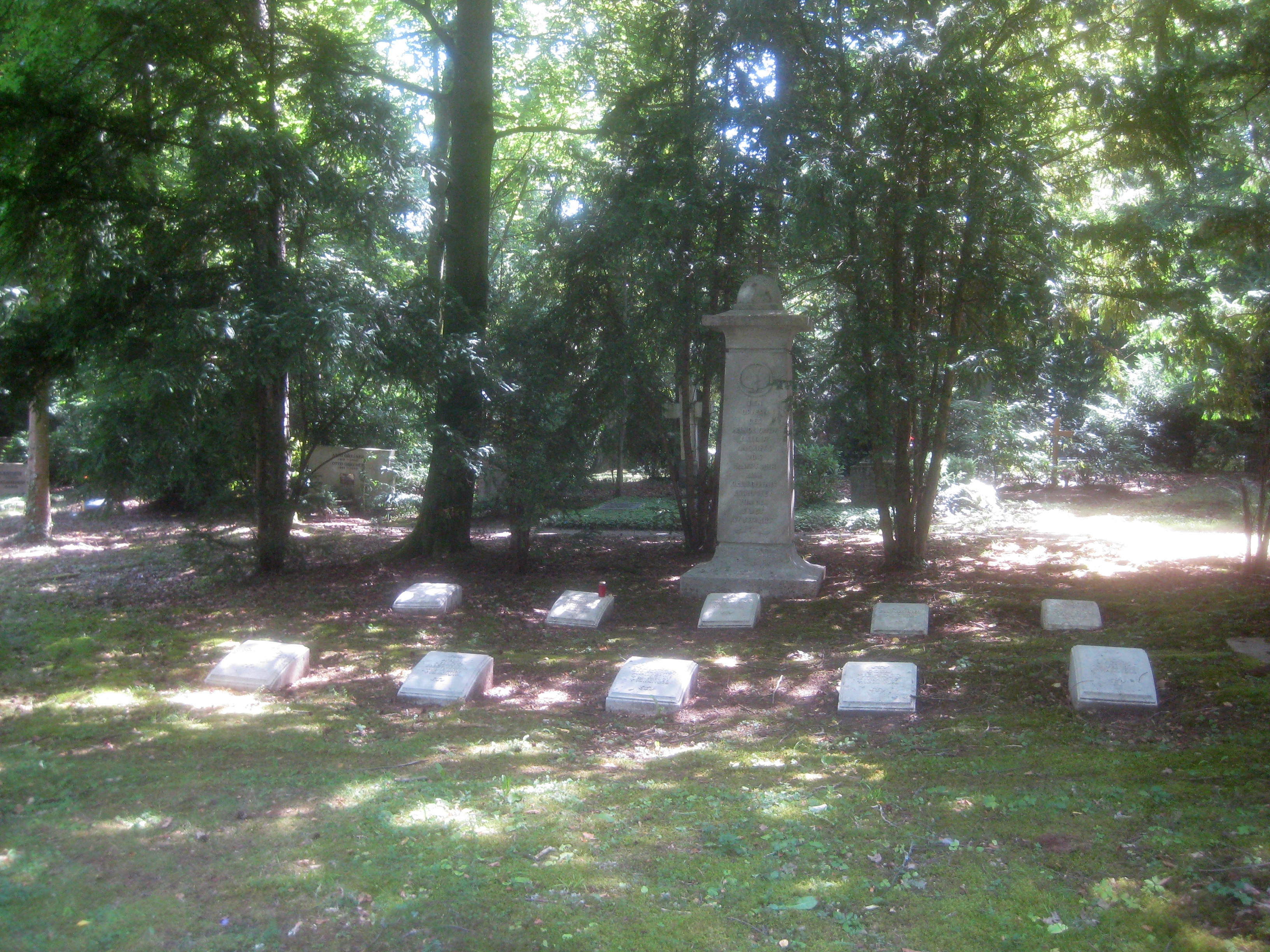
Monumento às vitimas do ataque aéreo de 5 de setembro de 1918

## Sepultamentos
| → Legenda de colunas |                                                                        |
| \| # \| Número da seção onde se localiza a sepultura. \| \| P \| Sepultura de uma pessoa Proeminente. \| \| K \| Sepultura com obra de arte (Kunstwerk) ou de destaque por outra razão. \| \| * \| Ano de nascimento. \| \| † \| Ano de morte. \| |                                                                        |
| # | Número da seção onde se localiza a sepultura.                          |
| P | Sepultura de uma pessoa Proeminente.                                   |
| K | Sepultura com obra de arte (Kunstwerk) ou de destaque por outra razão. |
| * | Ano de nascimento.                                                     |
| † | Ano de morte.                                                          |

| Imagem | #     | P | K | Sepultura | *    | †    | Artista / Objeto |
| ------ | ----- | - | - | --- | ---- | ---- | --- |
|        | 06 h  | P |   | Erwin Bälz, médico particular da Casa Imperial do Japão. | 1849 | 1913 | |
|        | 20 a  | P |   | Gottlob Bauknecht, fundador da Bauknecht Hausgeräte GmbH. | 1892 | 1976 | |
|        | 14 a  | P | K | Heinrich Beck, editor. | 1853 | 1914 | Steinskulptur, trauernder Schutzengel mit Urne und Kranz.                                                           |
|        | 09 a  | P | K | Karl Bleyle, compositor. | 1880 | 1969 | Steinrelief, kniende Mutter mit nacktem Kind.                                                                       |
|        | 16 b  | P |   | Hans Dieter Bohnet, escultor. | 1926 | 2006 | |
|        | 24 h  | P |   | Paul Bonatz, arquiteto. | 1877 | 1956 | |
|        | 01 c  | P |   | Robert Bosch, fundador da Robert Bosch GmbH. | 1861 | 1942 | |
|        | 01 c  | P |   | Eduard Breuninger, fundador da Breuninger Warenhäuser. | 1854 | 1932 | |
|        | 09 d  | P | K | Jakob Brüllmann, escultor. | 1872 | 1938 | Jakob Brüllmann: Liegendes Reh.                                                                                     |
|        | 10 c  | P |   | Carl Dinkelacker, fundador da cervejaria Dinkelacker. | 1862 | 1934 | |
|        | 02 a  | P |   | Ludwig Eisenlohr, arquiteto. – Sepultura desfeita, planejada uma placa comemorativa. | 1851 | 1931 | |
|        | ?     | P |   | Georg Fahrbach, presidente da Schwäbischen Albvereins. | 1903 | 1976 | |
|        | 09 h  | P |   | Hans Fein, Betriebsleiter der C. & E. Fein GmbH, neto de Wilhelm Emil Fein, inventor furadeira elétrica de mão. | 1899 | 1969 | |
|        | 09 h  | P | K | Wilhelm Gessler, ministro da economia de Württemberg. | 1850 | 1925 | Stele mit Urne in einem Tempelchen aus vier Pfeilern mit Dach.                                                      |
|        | 06 o  |   | K | Paul Haag, farmacêutico. | 1868 | 1919 | Bronzestatue, stehende Trauernde mit Kranz, an eine Steinstele mit Urne gelehnt.                                    |
|        | 14 b  | P | K | Katja Hajek, escritora, mulher de Otto Herbert Hajek. | 1921 | 2011 | Relevo de um casal por Otto Herbert Hajek (WV: A 12, Muschelkalkstein)                                              |
|        | 14 d  | P | K | Otto Herbert Hajek, escultor, sepultura. | 1927 | 2005 | Otto Herbert Hajek: Stadtzeichen K III (1990) (WV: P 616)                                                           |
|        | 14 d  | P | K | Otto Herbert Hajek, escultor | 1927 | 2005 | Otto Herbert Hajek: Große Plastik (1962) (WV P 184 b)                                                               |
|        | 20 b  | P | K | Walter Hallstein, primeiro presidente da comissão da Comunidade Econômica Europeia. | 1901 | 1982 | Rote Sandsteinstele, Würfelpostament, Säule mit rankenden Reben, darauf turmartiges Haus mit Reliefs an den Seiten. |
|        | 16 a  | P |   | Claire Heliot, domadora. | 1866 | 1953 | Zwei Löwenfiguren.                                                                                                  |
|        | 01 c  | P |   | Theodor Heuss, primeiro Presidente da República Federal da Alemanha. | 1884 | 1963 | |
|        | 01 c  | P |   | Elly Heuss-Knapp, política, mulher de Theodor Heuss. | 1881 | 1952 | |
|        | 04 d  | P |   | Johannes von Hieber, presidente do estado de Württemberg. | 1862 | 1951 | |
|        | 09 n  | P |   | Wolf Hirth, pioneiro dos planadores, primeiro presidente do Deutscher Aero Club depois da Segunda Guerra Mundial. | 1900 | 1959 | |
|        | 20 b  | P |   | Karl Hofmeister, presidente do Rechnungshof Württemberg-Hohenzollern e Württemberg-Baden. | 1886 | 1972 | |
|        | 15 l  | P |   | Adolf Hölzel, pintor. | 1853 | 1934 | |
|        | 04 a  |   | K | Ernst Hory, oficial de justiça, morto em 1914, primeira sepultura comprovada do Waldfriedhof. | 1870 | 1914 | |
|        | 14 f2 | P |   | Willi Hoss, sindicalista e político. | 1929 | 2003 | |
|        | 06 o  |   | K | Eugen Kentner. | 1863 | 1930 | Bronzestatue, Hammerträger mit nacktem Oberkörper in antikem Gewand.                                                |
|        | 16 b  | P |   | Ida Kerkovius, pintora. | 1879 | 1970 | |
|        | 01 a  | P |   | Arnulf Klett, Oberbürgermeister de Stuttgart. | 1905 | 1974 | |
|        | 09 n  | P |   | Otto Konz, engenheiro hidráulico, construtor do Neckarkanal. | 1875 | 1965 | |
|        | 14 n  | P |   | Rudolf Kreitlein, juiz de futebol. | 1919 | 2012 | |
|        | 15    | P |   | Hellmuth Laegeler, Generalmajor der Wehrmacht und der Bundeswehr. | 1902 | 1972 | |
|        | 10 c  | P |   | August Lämmle, schwäbischer Mundartdichter. | 1876 | 1962 | |
|        | ?     | P |   | Christian Landenberger, pintor. | 1862 | 1927 | |
|        | 01 a  | P | K | Carl Lautenschlager, Oberbürgermeister de Stuttgart. | 1868 | 1952 | Umrisszeichnung eines springenden Pferdes (Stuttgarter Wappentier).                                                 |
|        | 14 f2 | P |   | Fritz Leonhardt, Bauingenieur, Erbauer des Stuttgarter Fernsehturms, des ersten Fernsehturms in Stahlbetonbauweise. | 1909 | 1999 | |
|        | 05 e  | P |   | Hedwig Lohß, escritora. Inscrição sepulcral: Hedwig Staiger geb. Lohss. | 1892 | 1986 | Familiengrab mit Holzkreuz.                                                                                         |
|        | 54 a  | P |   | Theodor Loos, ator. | 1883 | 1954 | |
|        | 06 d  | P |   | Paul von Maur jun., empresário dos transportes. | 1864 | 1915 | |
|        | 21 a  | P |   | Klaus Mehnert, jornalista político. | 1906 | 1984 | |
|        | 20 b  |   | K | Christian Mergenthaler, ministro-presidente de württemberg no época nazista. | 1884 | 1980 | Fritz von Graevenitz: escultura em pedra, stehende Trauernde.                                                       |
|        | 05 c  |   | K | Nela Merz. |      |      | Escultura, elefante índio decorado.                                                                                 |
|        | 20 b  | P |   | Gebhard Müller, Staatspräsident de Württemberg-Hohenzollern, Ministerpräsident de Baden-Württemberg, presidente do Tribunal Constitucional Federal da Alemanha.                                                         | 1900 | 1990 | |
|        | 07 c  | P |   | Sigrid Onégin, cantora de ópera. | 1889 | 1943 | |
|        | 04 a  | P | K | Albert Pantle, arquiteto. | 1859 | 1921 | Josef Zeitler: Zwei Putten mit einer Rosengirlande, Muschelkalk.                                                    |
|        | 05 b  | P |   | Carl Anton Pfeiffer, construtor de pianos. | 1861 | 1927 | |
|        | 11 d  | P |   | Michael Pfleghar, regente de cinema e produtor de televisão. | 1933 | 1991 | |
|        | 02 a  | P |   | Theodor von Pistorius, ministro da economia de Württemberg. | 1861 | 1939 | |
|        | 14 q  |   |   | Erich Ponto, ator. Gedenkstein auf dem Grab der Familie Alfred Böhm. – Erich Ponto wurde ursprünglich auf dem Waldfriedhof Stuttgart beigesetzt, später jedoch auf einen Friedhof in Hamburg bzw. Tolkewitz umgebettet. | 1884 | 1957 | |
|        | 05 c  |   | K | Anton Richter. | 1880 | 1940 | Metallskulptur, Maria mit dem Kind in der Mandorla.                                                                 |
|        | 10 n  | P | K | Walter Romberg, pintor. | 1898 | 1973 | Sepultura com retrato em bronze de Walter Rombergs.                                                                 |
|        | 05 c  |   | K | Karl H. Schäfer-Kunz, Diplomkaufmann. | 1931 | 2011 | Schotterfeld. |
|        | ?     | P |   | Erich Schairer, jornalista. | 1887 | 1956 | |
|        | –     |   |   | Cläre Schimmel, Hörspielregisseurin. Das Grab wurde 2001 abgeräumt. | 1902 | 1986 | |
|        | 14 f2 | P |   | Oskar Schlemmer, pintor. | 1888 | 1943 | |
|        | 14 f2 | P |   | Tut Schlemmer, Wirtschaftswissenschaftlerin, Frau von Oskar Schlemmer. | 1890 | 1987 | |
|        | 20 b  | P |   | Erwin Schoettle, político, combatente contra o nazismo em exílio. | 1899 | 1976 | |
|        | ?     | P |   | Adelheid Seeck, atriz. | 1912 | 1973 | |
|        | 02 a  | P |   | Friedrich Sieburg, Schriftsteller. | 1893 | 1964 | |
|        | 05 c  | P | K | Ernst Staengel, Schokoladenfabrikant (Eszet-Schokolade). | 1827 | 1915 | Sitzende Trauernde aus rotem Sandstein.                                                                             |
|        | 09 h  | P |   | Eugen Steigleder, arquiteto. | 1876 | 1941 | |
|        | ?     | P |   | Bernd Steinacher, Regionaldirektor des Verbands Region Stuttgart. | 1956 | 2008 | |
|        | 06 o  | P |   | Karl Strölin, Oberbürgermeister von Stuttgart während der NS-Zeit. | 1890 | 1963 | |
|        | ?     |   | K | Wilhelm Julius Teufel. |      |      | Bronzefigur eines nackten Liegenden auf Steinsockel von Ludwig Habich.                                              |
|        | ?     | P |   | Helmuth Uhrig, escultor. | 1906 | 1979 | |
|        | 10 i  | P |   | Fritz Umgelter, Film- und Fernsehregisseur. | 1922 | 1981 | |
|        | ?     | P |   | Wilhelm von Urach, Maschinenbauingenieur. | 1897 | 1957 | |
|        | 54 d  |   | K | Beate und Werner Utz. | 1949 | 2013 | Baumstamm, zu einem stilisierten Engel mit erhobenen Armen verarbeitet.                                             |
|        | 30 b  | P |   | Alfred Weidenmann, Regisseur und Jugendbuchautor. | 1918 | 2000 | |
|        | ?     | P |   | Gerhard Wilhelm, Chorleiter der Stuttgarter Hymnus-Chorknaben. | 1918 | 2009 | |
|        | 01 a  | P |   | Wolfgang Windgassen, Opernsänger. | 1914 | 1974 | |
|        | 01 c  | P |   | Marcel Wittrisch, Kammersänger. | 1903 | 1955 | |
|        | 14 r  | P |   | Theophil Wurm, Landesbischof der Evangelischen Landeskirche in Württemberg. | 1868 | 1953 | |
|        | 10 n  | P | K | Josef Zeitler, escultor. | 1871 | 1958 | Stele mit einem Bronzerelief mit den Lebensdaten von Josef Zeitler, seinem Porträt und vier Eckfiguren.             |

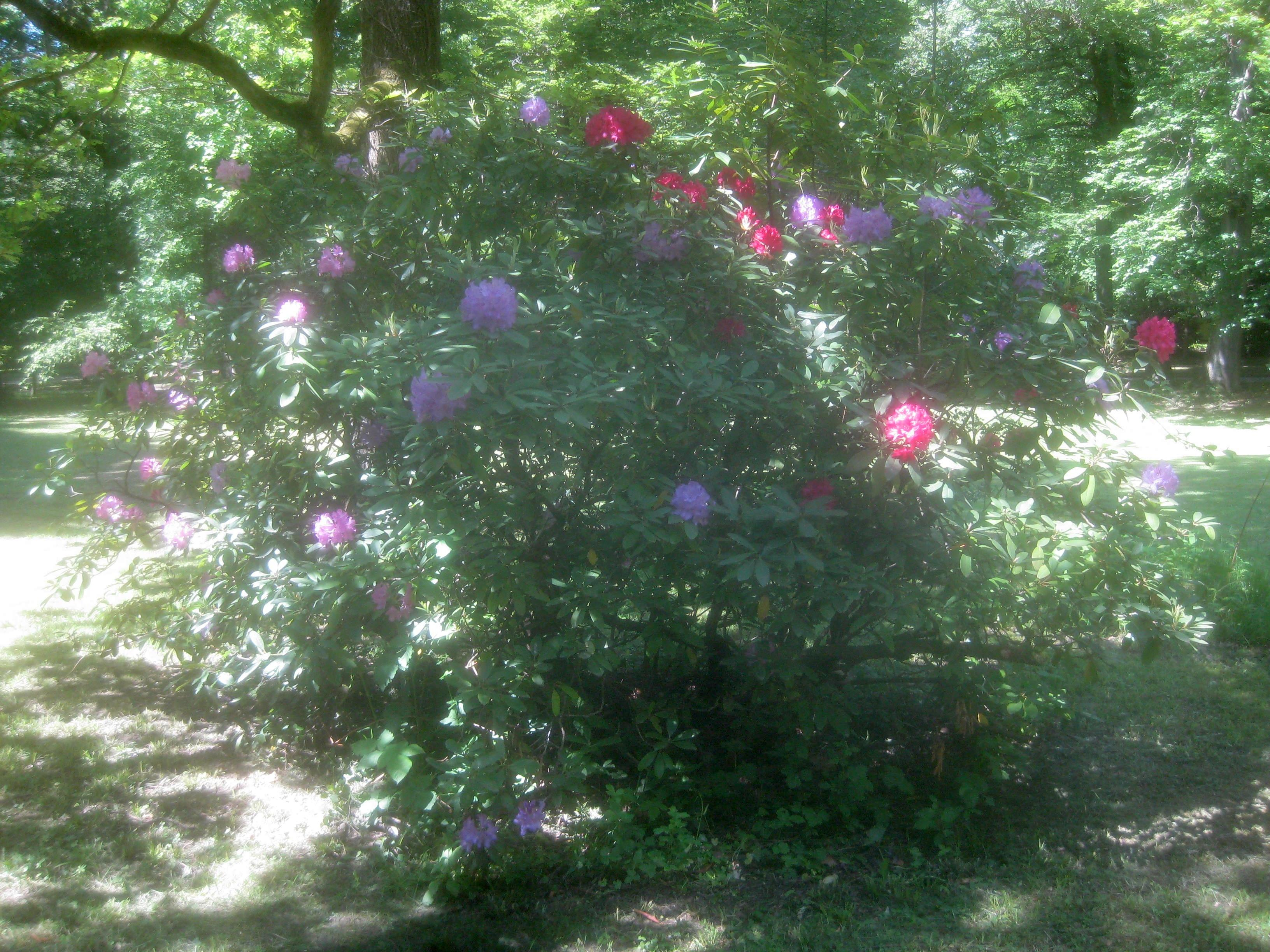
Lila und rote Blüten.
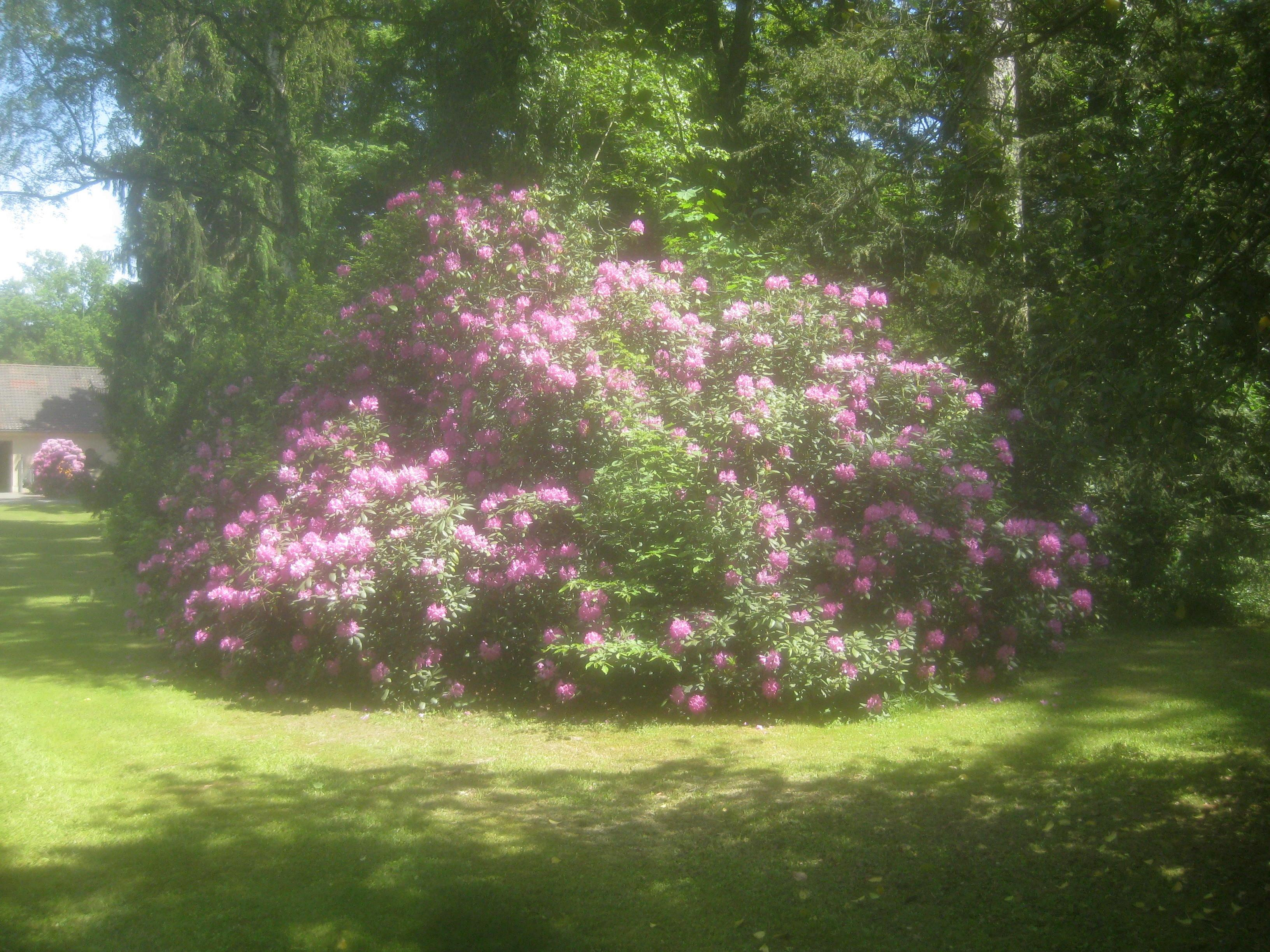
Gramado atrás do salão de celebração.
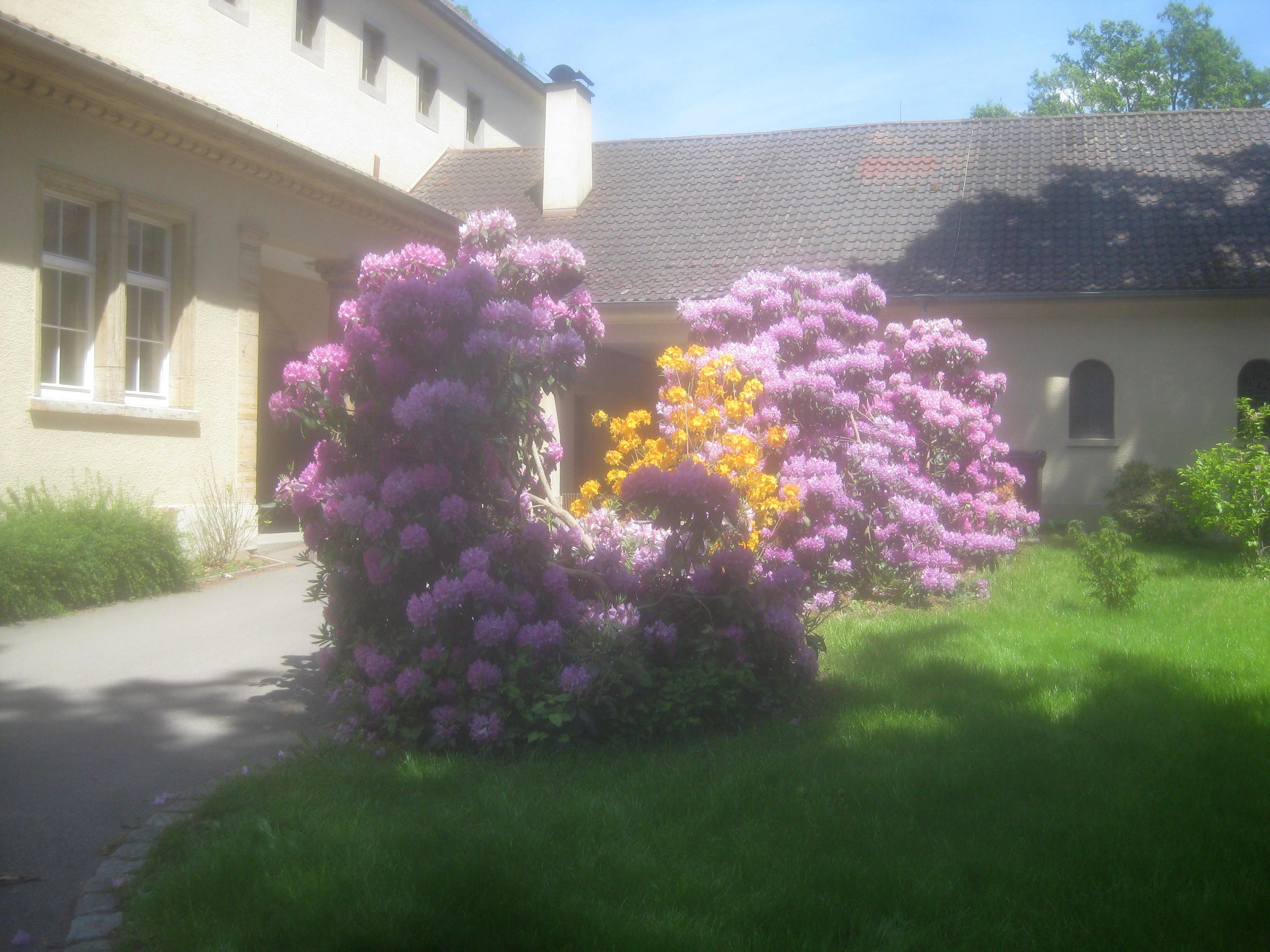
Entrada secundária à esquerda do salão de celebração.
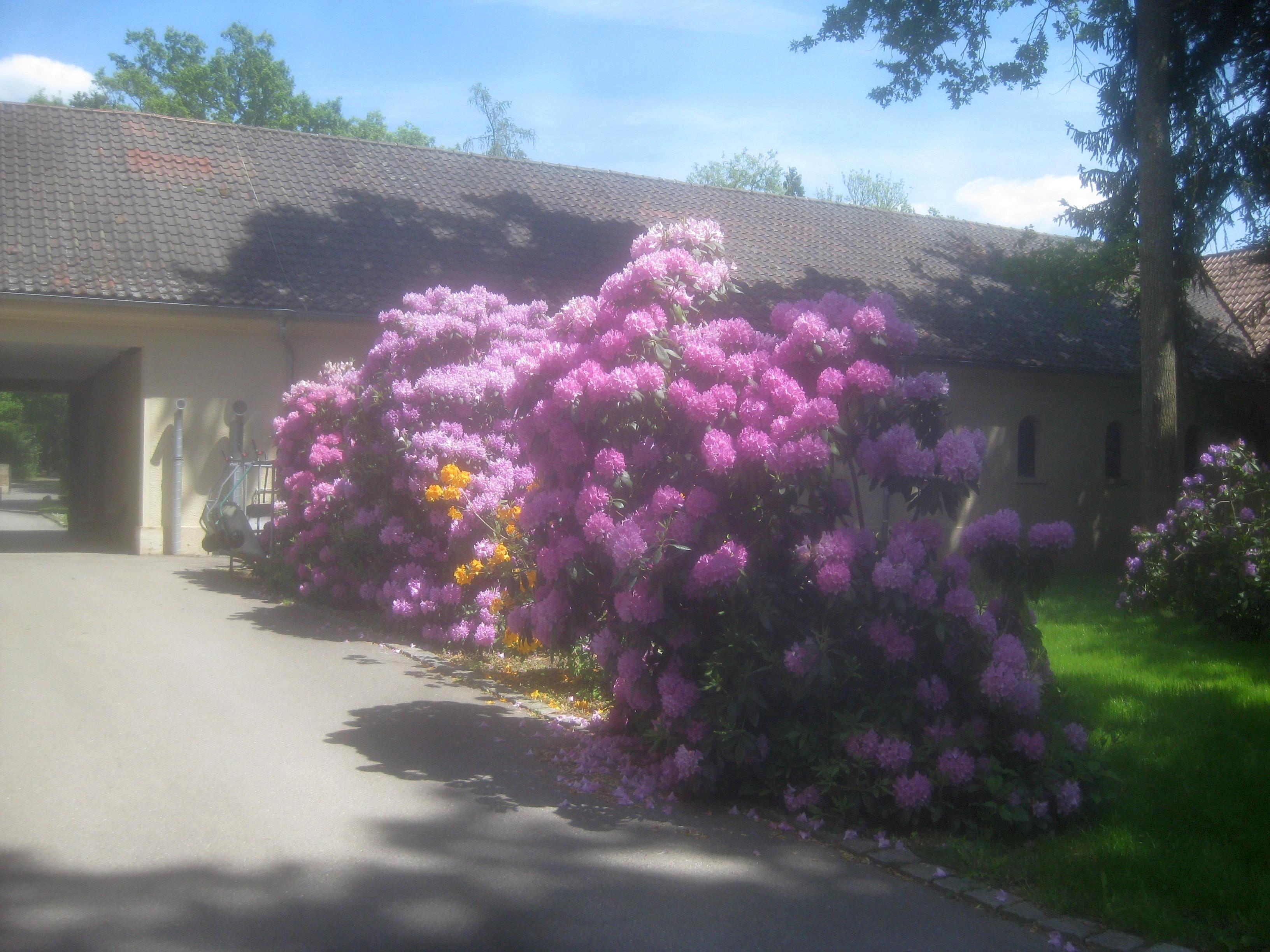
Dito.

### Geral
- Brunnen und Staffeln in Stuttgart: Jungfrau mit den Tränenschalen. Stuttgart 2014, online:.
- Dieter Buck; Harald Schukraft: Stuttgarter Grenz-Wanderungen. Stadtgeschichtliche Entdeckungstouren. Tübingen 2005, Seite 57–58.
- Genres in visual representations. Proceedings of a conference held in 1986 by invitation of the Werner-Reimers-Stiftung in Bad Homburg (Federal Republic of Germany). Leiden 1990, Seite 153, 162, 168 (Ehrenmal für die gefallenen Teilnehmer des Ersten Weltkriegs von Paul Bonatz) online:.
- Alexandra Kaiser: Von Helden und Opfern. Eine Geschichte des Volkstrauertags. Campus-Verlag, Frankfurt am Main u. a. 2010, ISBN 978-3-593-39288-2 Seite 93–97, 105-111 (Gefallenengedenkfeiern).
- [David Koch]: Der Stuttgarter Waldfriedhof von Oberbaurat Pantle. In: Christliches Kunstblatt für Kirche, Schule und Haus Band 59, 1917, Seite 210–215, 217-219, 221.
- Werner Koch; Christopher Koch: Stuttgarter Friedhofsführer. Ein Wegweiser zu Gräbern bekannter Persönlichkeiten. Tübingen 2012, Seite 86–115.
- Mammut-Verlag (Herausgeber und Redaktion): Stuttgart, Der Friedhofwegweiser, DIESSEITS und JENSEITS, Stuttgart 2011, Seite 62–65. – Die Broschüre ist kostenlos bei der Infothek im Rathaus erhältlich.
- Johannes Merz: Der evangelische Kirchenbau in Württemberg, Band 61, 1919, Seite 322–338, hier: 338, 357, 358 (Kruzifix von Max Natter).
- Stuttgarter Straßenbahnen (Hrsg.): Lebenslinien. Mit der Stuttgarter Seilbahn in die 1920er Jahre – auf dem Waldfriedhof durch die Jahrzehnte. Stuttgart 2009, online:. – Die Broschüre liegt bei der Seilbahn aus.
- 175 Jahre Walcker-Orgelbau. Hausmitteilung Nummer 16, Juni 1956, Seite 71 (Orgeldisposition), online:.
- Walcker. Hausmitteilung Nummer 18, August 1957, Seite 20 (Orgelprospekt), online:.
- Der Waldfriedhof in Stuttgart. In: Wasmuths Monatshefte für Baukunst und Städtebau Band 1, 1914/1915, Seite 442–443, 454-459, online:.

### Otto Herbert Hajek
- Hajek-Plastik in Stuttgart aufgestellt. In: art Das Kunstmagazin vom 20. Oktober 2008, .
- Monika Bugs: Otto Herbert Hajek im Gespräch mit Monika Bugs. Saarlouis 1998.
- Ausst.kat. Bundeskunsthalle Bonn (Hrsg.): O. H. Hajek. Eine Welt der Zeichen. mit einem Werkverzeichnis von Anuschka Koos. Bonn 2000.
- Otto Herbert Hajek. Plastiken, Reliefs, Schreibschriften, Zeichnungen, Lithographien. Haus am Waldsee, Berlin-Zehlendorf, [Mai – Juni 1963]. Berlin 1963.
- Claus Pese (Redaktion): O. H. Hajek. Die Durchdringung des Lebens mit Kunst. Stuttgart 1987.
- Kunst im Öffentlichen Raum. Hajek, Otto Herbert. Stuttgart 2014, .